# Psilocymbium
Psilocymbium es un género de arañas araneomorfas de la familia Linyphiidae. Se encuentra en Sudamérica.

## Lista de especies
Según The World Spider Catalog 12.0:
- Psilocymbium acanthodes Miller, 2007
- Psilocymbium antonina Rodrigues & Ott, 2010
- Psilocymbium defloccatum (Keyserling, 1886)
- Psilocymbium incertum Millidge, 1991
- Psilocymbium lineatum (Millidge, 1991)
- Psilocymbium pilifrons Millidge, 1991
- Psilocymbium tuberosum Millidge, 1991